# Terra Chã (Galiza)
A Terra Chã (em galego Terra Chá) é uma comarca situada no extremo norte da Galiza. Administrativamente compõem-na os concelhos de Abadín, Begonte, Castro do Rei, Cospeito, Guitiriz, Muras, A Pastoriza, Vilalba e Xermade; mas do ponto de vista geográfico ter-se-ia de esquecer Muras em detrimento de Outeiro de Rei e Rábade (actualmente na comarca de Lugo).
É a comarca mais extensa do país galego, com 1822,75 quilómetros quadrados e 47.697 habitantes segundo o padrão de população de 2003. A maior parte da população vive do sector agrícola e gadeiro, embora na actualidade se esteja a converter ao sector terciário por mor da marcha de população às grandes vilas (Vilalba, Muimenta, Castro de Ribeiras do Lea...). Graças à sua riqueza paisagística, histórico-arqueológica e arquitectónica, é um ponto de interesse turístico crescente, e a indústria do turismo rural está a evoluir e ter cada vez mais relevância.